# Albert Wirsching
Albert Wirsching (* 1. September 1920; † 21. August 1997) war ein deutscher Fußballspieler. Der hauptberufliche Elektro-Monteur wurde mit Kickers Offenbach 1950 deutscher Vizemeister.

## Karriere
Wirsching gehörte Eintracht Frankfurt an, für die er von 1936 bis 1941 in der Gauliga Südwest, von 1941 bis 1945 in der Gauliga Hessen-Nassau, in einer von zunächst 16, später auf 23 aufgestockten Gauligen zur Zeit des Nationalsozialismus als einheitlich höchste Spielklasse im Deutschen Reich, Punktspiele bestritten hatte. Im Spieljahr 1938 gewann er mit Eintracht Frankfurt die Gaumeisterschaft Südwest und nahm infolgedessen an der Endrunde um die Deutsche Meisterschaft teil. In der in vier Gruppen ausgetragene Meisterschaft bestritt er alle sechs Spiele der Gruppe A, erzielte sieben Tore und schloss diese als Zweitplatzierter hinter dem Hamburger SV ab, der ins Halbfinale einzog. In dem 1935 neu geschaffenen Vereinswettbewerb um den Tschammerpokal bestritt er ab 1937 in vier aufeinanderfolgenden Jahren insgesamt sieben Spiele, in denen er zwei Tore erzielte. Sein Debüt gab er am 29. August 1937 bei der 0:2-Erstrunden-Niederlage bei der SpVgg Sülz 07. Bei der 1:2-Erstrunden-Niederlage am 28. August 1938 gegen den TSV 1860 München, gelang ihm mit dem Anschlusstreffer in der 56. Minute sein einziges Tor in diesem Wettbewerb.
Nach dem Ende des Zweiten Weltkriegs spielte er weiterhin für die Eintracht, nunmehr in der Oberliga Süd von 1945 bis 1948, in einer von zunächst drei, später auf fünf erweiterten Oberligen als einheitlich höchste deutsche Spielklasse. Dabei gehörten in der Saison 1946/47 Toni Turek, der spätere Weltmeister und „Fußballgott“, und Edmund „Eddi“ Adamkiewicz zu seinen Mitspielern.
Zur Saison 1948/49 zum Ligakonkurrenten Kickers Offenbach gewechselt, gewann er am Saisonende die Süddeutsche Meisterschaft. Die Folgesaison schloss er mit der Mannschaft als Drittplatzierter ab. Für Kickers Offenbach bestritt er 1948/49 und 1949/50 jeweils vier Endrundenspiele um die Deutsche Meisterschaft. Das Spiel um Platz 3 am 9. Juli 1949 im Koblenzer Stadion Oberwerth wurde mit 1:2 nach Verlängerung gegen den 1. FC Kaiserslautern verloren, wie auch das am 25. Juni 1950 im Berliner Olympiastadion erreichte Finale gegen den VfB Stuttgart, das dieser mit 2:1 gewann.
Danach wechselte er in die Schweiz und bestritt zwei Spielzeiten für den FC Bern; zunächst in der seinerzeit zweitklassigen Nationalliga B, danach als Zweitplatzierter aufgestiegen, in der Nationalliga A, die als Zwölftplatzierter von 14 teilnehmenden Mannschaften gehalten werden konnte.
Nach Deutschland zurückgekehrt, spielte er die Saison 1952/53 für den TSV 1860 München, der am Saisonende als Vorletzter von 16 teilnehmenden Mannschaften jedoch in die 2. Oberliga Süd absteigen musste. Danach wechselte er ein zweites Mal in die Schweiz und kam bis 1960 für drei weitere Vereine zum Einsatz.
Zunächst absolvierte er die Saison 1953/54 für den Nationalligisten A BSC Young Boys, von 1954 bis 1956 für den Nationalliga-B-Verein FC Winterthur, zu dessen Aufstieg in die Nationalliga A er in Punktspielen beitrug. Sein letzter Verein war der FC Langenthal, mit dem er in seiner letzten Saison in die Nationalliga B aufgestiegen war.

## Erfolge
- Zweiter der Deutschen Meisterschaft 1950
- Meister der Oberliga Süd 1949
- Gaumeister Südwest 1938

## Einzelnachweis
1. ↑  Werner Raupp: Toni Turek – „Fußballgott“. Eine Biographie. Arete Verlag, Hildesheim 2019, ISBN 978-3-96423-008-9, S. 54–58 (mit Mannschaftsphoto 1946/47 und Spielberichtsbogen der Begegnung gegen den 1. FC Nürnberg am 1. Dezember 1946).

| Personendaten    | Personendaten            |
| ---------------- | ------------------------ |
| NAME             | Wirsching, Albert        |
| KURZBESCHREIBUNG | deutscher Fußballspieler |
| GEBURTSDATUM     | 1. September 1920        |
| GEBURTSORT       | Deutschland              |
| STERBEDATUM      | 21. August 1997          |